# Sturgeon Lake (Minnesota)
Pour les articles homonymes, voir Sturgeon Lake.
Sturgeon Lake est une ville américaine située dans le Comté de Pine, dans le Minnesota. Selon le recensement de 2010, sa population est de 439 habitants.

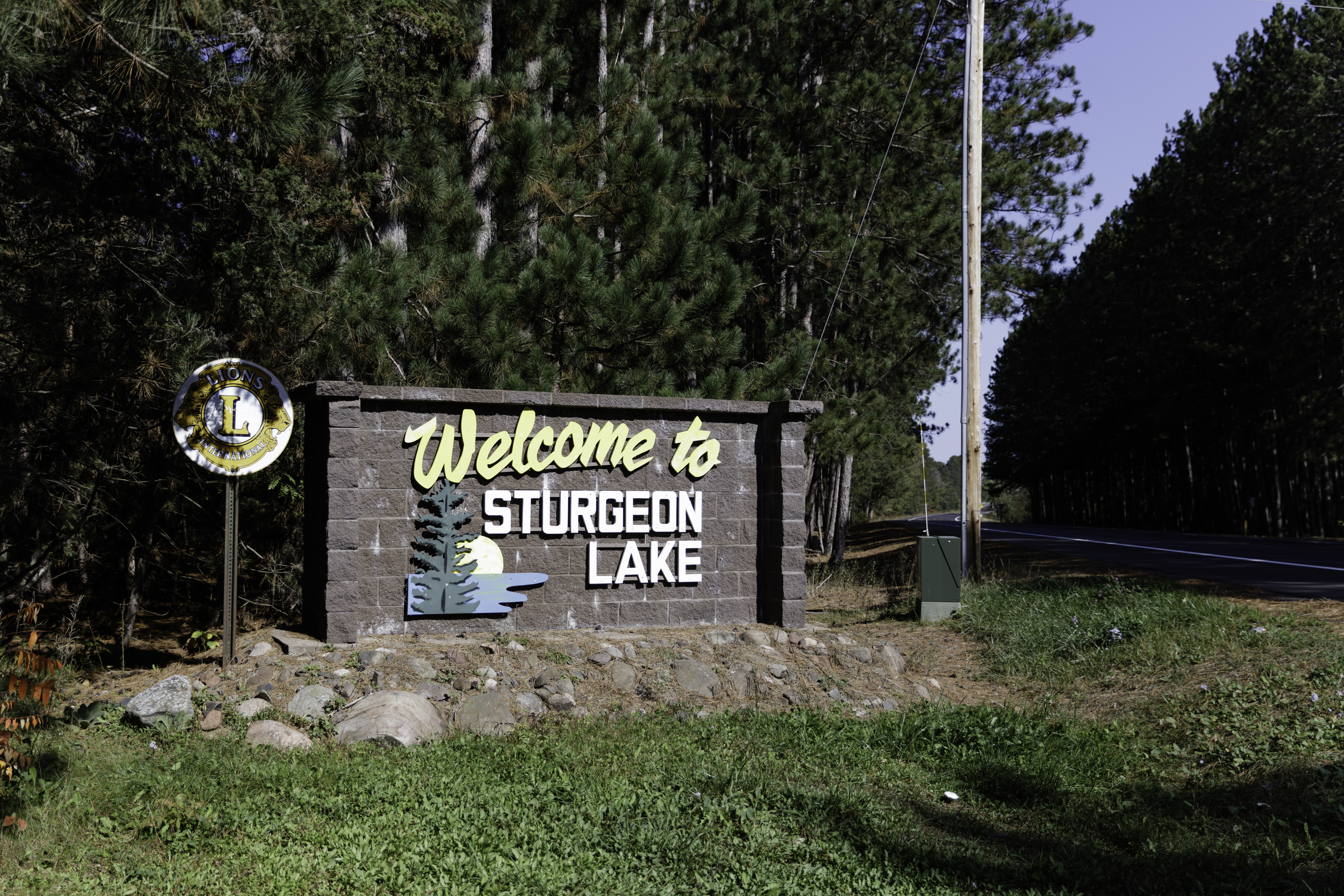
Panneau de bienvenue au lac Sturgeon